# Eparchia czystopolska
Eparchia czystopolska – jedna z eparchii Rosyjskiego Kościoła Prawosławnego. Razem z eparchią kazańską i eparchią almietjewską tworzy metropolię tatarstańską.
Utworzona na mocy decyzji Świętego Synodu Rosyjskiego Kościoła Prawosławnego z 6 czerwca 2012 poprzez wydzielenie z eparchii kazańskiej i tatarstańskiej. Eparchii podlegają prawosławne parafie w rejonach aksubajewskim, aleksiejewskim, alkiejewskim, czeriemszańskim, czystopolskim, niżniekamskim, nurłackim i spasskim Tatarstanu.

## Biskupi czystopolscy
- locum tenens Anastazy (Mietkin), 2012–2015[2]
- Parmen (Szczipielew), 2015–2019[3]
- Ignacy (Grigorjew), 2019–2021[4]
- Pachomiusz (Bruskow), od 2023[5]

## Dekanaty
W skład eparchii wchodzi 6 dekanatów:
- aksubajewski;
- aleksiejewski;
- czeriemszański;
- czystopolski;
- niżniekamski;
- spasski.